# Всесоюзный конкурс артистов эстрады
Всесою́зный ко́нкурс арти́стов эстра́ды — смотр профессионального мастерства среди советских эстрадных исполнителей в различных жанрах, проводившийся с различной периодичностью в Москве или Ленинграде. За 48 лет — с 1939 по 1987 год — состоялось 8 конкурсов.

## История
На протяжении 1930-х годов неоднократно проводились смотры и конкурсы, но в основном мастеров «художественного слова» — жанра, который в то время занимал особое положение на советской эстраде. Благодаря его воспитательным и идеологическим функциям, в 1937 году состоялся I Всесоюзный конкурс чтецов, призовые места на котором заняли В. Н. Яхонтов, Д. Н. Орлов, Д. Н. Журавлёв, А. И. Шварц, С. М. Балашов и Э. И. Каминка.
По решению Комитета по делам искусств с целью выявления и привлечения на эстраду молодых актёров, а также чтобы отметить лучшие номера и провести «смотр» эстрадного репертуара, в декабре 1939 года состоялся I Всесоюзный конкурс артистов эстрады, проводившийся по разговорному, вокальному и танцевальному жанрам. Жюри возглавил И. О. Дунаевский, а лауреатами стали в том числе Аркадий Райкин, Мария Миронова и Клавдия Шульженко.
II Всесоюзный конкурс был намечен на июнь 1941 года, но в результате провести его удалось лишь спустя 5 лет — через год после окончания Великой Отечественной войны, в августе 1946 года. Следующие, третий и четвёртый по счёту конкурсы, состоялись с разрывом в 12 лет — в 1958 и 1970 году. После этого всесоюзные смотры проводились обычно с периодичностью в 4 года (1974, 1979, 1983, 1987). Последний, восьмой конкурс состоялся в 1987 году. Параллельно с Всесоюзными, начиная с 1960 года, под эгидой министерства культуры РСФСР проводились Всероссийские конкурсы артистов эстрады.

## Конкурсы

### I (декабрь 1939)
Председатель жюри — И. О. Дунаевский

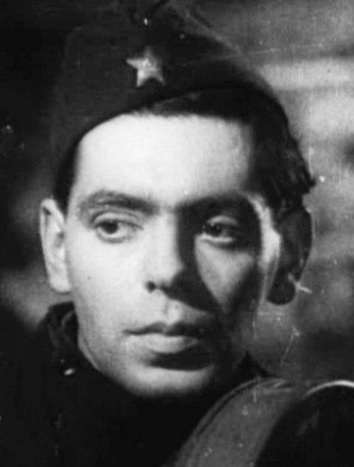
Лауреат 2-й премии А. И. Райкин

| Награды                  | Жанры        | Лауреаты и дипломанты |
| ------------------------ | ------------ | --- |
| 1-я премия (8000 рублей) | вокальный    | Д. Я. Пантофель-Нечецкая (Свердловск) |
| 1-я премия (8000 рублей) | танцевальный | А. А. Редель и М. М. Хрусталёв (Москва), Н. К. Мирзоянц и В. С. Резцов (Москва) |
| 2-я премия (6000 рублей) | разговорный  | А. И. Райкин (Ленинград), Годзиашвили (Тбилиси) |
| 2-я премия (6000 рублей) | танцевальный | М. П. Харитонов и Н. Ю. Тиберг (Москва) |
| 3-я премия (4000 рублей) | разговорный  | А. Я. Гузик (Ленинград) |
| 3-я премия (4000 рублей) | танцевальный | В. П. Сергеева и А. В. Таскин (Ленинград), Г. Светланов, Л. Печерский и И. Буренко (Москва) |
| 3-я премия (4000 рублей) | вокальный    | Н. Ушкова (Горький) |
| 4-я премия (3000 премия) | танцевальный | И. Гуния (Тбилиси), А. Д. Седлярова и А. П. Смолко (Москва), И. Сухишвили (Тбилиси) |
| 4-я премия (3000 премия) | вокальный    | К. К. Джапаридзе (Тбилиси), К. И. Шульженко (Ленинград) |
| 4-я премия (3000 премия) | разговорный  | М. В. Миронова (Москва), Реут (Ленинград), Н. М. Эфрос и П. М. Ярославцев (Москва) |
| 5-я премия (2000 премия) | разговорный  | О. А. Долидзе (Тбилиси) |
| 5-я премия (2000 премия) | вокальный    | А. С. Погодин (Москва), Э. Я. Пургалина (Ленинград), Д. Талышинская (Баку) |
| 5-я премия (2000 премия) | танцевальный | А.Тимофеева-Богданова (Москва) |
| Почётные дипломы         | танцевальный | М. И. Понна и А. И. Каверзин (Ленинград), Гаспарян и Лалаев (Москва), Бреви и Семёнов (Москва), 2 Гумбург (Москва), 2 Деллан (Москва), И. Х. Акилов (Ташкент), Махмудова (Ташкент), Г. В. Дарахвелидзе (Тбилиси), Н. Ш. Рамишвили (Тбилиси) |
| Почётные дипломы         | вокальный    | Р. Ирматова (Ташкент), Е. Я. Лебедева (Свердловск), Семёнова-Рошет (Москва), З. В. Тарская (Москва), З. Б. Шульман (Москва) |
| Почётные дипломы         | разговорный  | Ю. Б. Хржановский (Москва), Полухин (Красноярск), Фомичёва (Красноярск), Ткаченко (Ленинград) |

### II (август 1946)
Председатель жюри — Е. М. Кузнецов
| Награды                   | Жанры                       | Лауреаты и дипломанты |
| ------------------------- | --------------------------- | --- |
| 1-я премия (12000 рублей) | разговорный                 | Е. И. Березин и Ю. Т. Тимошенко (Киев) |
| 1-я премия (12000 рублей) | физкультурно-акробатический | Т. А. Птицына и Л. С. Маслюков (Ленинград) |
| 2-я премия (8000 рублей)  | вокальный                   | Л. А. Лядова и Н. В. Пантелеева (Москва), И. Д. Шмелёв (Москва) |
| 2-я премия (8000 рублей)  | танцевальный                | Г. Измаилова (Ташкент), А. Насырова (Сталинабад) |
| 2-я премия (8000 рублей)  | физкультурно-акробатический | О. Матвеева и И. Щелко (Ленинград) |
| 3-я премия (5000 рублей)  | разговорный                 | Г. Т. Орлов (Ленинград), А. М. Блехман (Ленинград) |
| 3-я премия (5000 рублей)  | вокальный                   | Л. Г. Кострица (Ленинград), С. Мостовая (Харьков) |
| 3-я премия (5000 рублей)  | танцевальный                | К. и А. Изотовы (Винберг) (Москва), И. Б. Смирнова (Москва) |
| 3-я премия (5000 рублей)  | физкультурно-акробатический | Р. Е. Славский и А. В. Воронцова (Ленинград), И. Л. Байда (Москва) |
| Почётные дипломы          | танцевальный                | М. Альберниг (Лиепая), А. Дильбази (Баку), Ф. и Л. Юргенсон (Рига), Н. Малиновская, А. Сорокин и П. Галкин (Москва), Т. Махмудова (Ташкент), Т. Полянская и Н. Раскосов (Москва), М. Сергеев (Москва), Т. Израилов (Москва)                              |
| Почётные дипломы          | вокальный                   | Р. Т. Багланова (Ташкент), А. Берлявская (Москва), Р. Жданова-Сикора (Москва), С. Кадымова (Баку), В. И. Красовицкая (Москва), М. А. Матвеев (Москва) |
| Почётные дипломы          | разговорный                 | А. С. Белов (Москва), А. Слуцкий (Ленинград), О. Спитковская (Саратов), О. Шипко-Журба (Киев) |
| Почётные дипломы          | физкультурно-акробатический | Н. Васильева и Ю. Добротворцев (Москва), Е. Власенко (Москва), З. Лебедева и А. Игнатьева (Ленинград), Н. Сырай и Е. Ярошинский (Ленинград), П. Назаренко и М. Михайловская (Киев), Н. Казанцева (Баку), В. Патрушева и Л. Иванющенко (Лидверс) (Москва) |

### III (март 1958)
Председатель жюри — Н. П. Смирнов-Сокольский
| Жанр                                           | Дипломы    | Лауреаты |
| ---------------------------------------------- | ---------- | --- |
| Пение                                          | I степени  | А. Н. Беседин (Украинская ССР), В. А. Беседин (Москва), Н. Ю. Лифшицайте (Литовская ССР), Т. Г. Стрелкова (Ленинград) |
| Пение                                          | II степени | Ю. И. Апалькова (Украинская ССР), Р. Я. Гордеева (Москва), Х. В. Ляятс (Эстонская ССР), Ф. Немейти (Украинская ССР), К. С. Тенносаар (Эстонская ССР), Б. А. Тулегенова (Казахская ССР), Н. Т. Бут, Ю. П. Коваль и Г. Г. Ненужная (вокально-инструментальное трио, Украинская ССР) |
| Балет                                          | I степени  | М. Е. Вениаминова (Москва), Б. К. Зданевич (Москва), Ю. П. Миронова и Л. И. Новгородова (Москва) |
| Балет                                          | II степени | З. М. Райбаев (Казахская ССР), Ю. В. Волкова (Москва) |
| Акробатика                                     | I степени  | В. А. Ведищев (Москва), В. Я. Воронин и Б. Я. Воронин (Москва), З. В. Евтихова (Ленинград), А. Х. Митт (Эстонская ССР) |
| Акробатика                                     | II степени | С. И. Брук (Ленинград), Т. П. Воронцова (Ленинград), И. П. Осинцова (Ленинград) |
| Разговорный жанр                               | I степени  | Л. К. Лаатс (Эстонская ССР), М. В. Палов (Ленинград) |
| Разговорный жанр                               | II степени | Васютинский А. Б. и Васютинский Р. Б. (Ленинград), В. М. Татосов (Ленинград), Ю. С. Филимонов (Белорусская ССР), Е. Л. Левинсон (куклы, Ленинград) |
| Инструментальная музыка и народные инструменты | I степени  | Я. Алаев (дойры, Таджиская ССР), К. Аскеров (мугамист, Азербайджанская ССР), А. Е. Атабекян (канун, Армянская ССР), М. Козубекова (комуз), Ч. Мехтиев (нагара, Азербайджанская ССР), К. А. Михеев (ксилофон, РСФСР), М. С. Эйнгорн (ксилофон, Москва), Л. Г. Седлецкая (гитара, Ленинград), Л. А. Сорочан и И. И. Тур (дуэт аккордеонов, Ленинград) |
| Инструментальная музыка и народные инструменты | II степени | А. Аминов (дойры, Таджикская ССР), И. Л. Бегам и В. Д. Ласс (участники инструментального трио, Москва), М. Г. Банк (фортепиано, Москва), Д. А. Гаспарян (дудук, Армянская ССР), А. Ф. Емельянов (ксилофон, Ленинград), В. Е. Ермаков (балалайка), В. В. Корелов (баян, Белорусская ССР), М. С. Мамедов (мугамист, Азербайджанская ССР), И. А. Миносян (свирель, Армянская ССР), Н. А. Мултанова (ксилофон, Украинская ССР), Д. Чабалдаев (комуз, Киргизская ССР), В. А. Яковлев (домра, Москва) |
| Оригинальный жанр                              | I степени  | С. А. Владимирский (жонглёр, Москва), Н. А. Михайлова (жонглёр, Москва) |
| Оригинальный жанр                              | II степени | В. В. Васильев и Л. В. Васильева (велофигуристы, Москва), Ю. А. Савельев (жонглёр, Москва) |

### IV (октябрь 1970)
Председатель жюри — Н. А. Казанцева
| Жанр                        | Награды    | Лауреаты и дипломанты |
| --------------------------- | ---------- | --- |
| Музыкально-инструментальный | 1-я премия | не присуждалась |
| Музыкально-инструментальный | 2-я премия | Т. И. Вольская (Уральская консерватория) |
| Музыкально-инструментальный | 3-я премия | - Инструментальное трио в составе: Ю. П. Дранга, Ю. Ю. Ионов, В. Ф. Глотов (Москонцерт) - А. А. Кузнецов (Ленинградская консерватория) |
| Музыкально-инструментальный | Дипломы    | В. Н. Широков (Орловская филармония), Инструментальный дуэт в составе: О. Н. Глухов и В. Г. Азов (Москонцерт), А. А. Камалходжаев (Узбекская филармония), Инструментальное трио в составе: И. М. Бриль, Е. К. Казарян и В. Смоляницкий (Московское объединение музыкальных ансамблей), Ансамбль народных инструментов [«Русская балалайка»] в составе: М. Данилов, М. Бурдин, В. Осипов, А. Самуил, В. Молчанов (Ленинградская консерватория) |
| Речевой                     | 1-я премия | не присуждалась |
| Речевой                     | 2-я премия | - С. Кокорин (Московский институт культуры) - Р. А. Кац-Карцев и В. Л. Ильченко (Одесская филармония) |
| Речевой                     | 3-я премия | - Н. Ткаченко и А. Литвинов (Укрконцерт) - Е. В. Петросян (Москонцерт) |
| Речевой                     | Дипломы    | С. Чистяков, Л. Карпов (Москонцерт), В. Фисун (Ворошиловградская филармония) |
| Вокальный                   | 1-я премия | не присуждалась |
| Вокальный                   | 2-я премия | - ВИА «Песняры» в составе В. Г. Мулявин, В. Г. Мулявин, Л. Б. Тышко, В. Н. Бадьяров, В. Л. Мисевич, В. Гурдизьяне, В. К. Яшкин и А. Демешко (Белорусская филармония) - ВИА «Диэло» в составе А. Эбралидзе, Г. Габуния, М. Капланадзе, Д. Туриашвили, Г. Капандадзе, Г. Фиолия, Э. Хмыров и В. Акопов (Грузинская филармония) - Л. В. Лещенко (Центральное ТВ и Всесоюзное радио)                                                              |
| Вокальный                   | 3-я премия | вокальный ансамбль «Воронежские девчата» в составе: Т. Пиякина, А. Чуприянова, А. Лихолетова, В. Гойдина, З. Радченко и Н. Балкова (Воронежская филармония), Ю. Слободкин (Москонцерт), Г. Н. Мурзай (Ворошиловградская филармония) |
| Вокальный                   | Дипломы    | А. Вендин (Москонцерт), Н. Н. Соловьёв (Ленинградский театр музыкальной комедии), З. Нурмухамедов (Татарская филармония), Вокальный квартет «Петрушка» в составе: Т. Волынцева, А. Кожевникова, Л. Крячко и М. Леонтович (Ленинградский мюзик-холл), П. Кес-оглы (оперная студия при Алма-Атинской консерватории) |
| Оригинальный                | 1-я премия | не присуждалась |
| Оригинальный                | 2-я премия | Л. и В. Золотовы (Москонцерт), Л. Лауэцбург (Ленинградский военный округ), К. Немшилова-Плохова (Ленконцерт) |
| Оригинальный                | 3-я премия | М. Захаров и И. Водопьянов (Москонцерт), О. Костюк (Одесская филармония) |
| Оригинальный                | Дипломы    | О. Кезина и Г. Кезин (Ленконцерт), Л. Свидерская (Москонцерт), Е. Ходяков и В. Зайцев, А. Чернова и Ю. Медведев (Москонцерт), И. Зильберман (Куйбышевская филармония), В. Михайлов (Москонцерт) |
| Танцевальный                | 1-я премия | Л. Гайдарова и А. Гайдаров |
| Танцевальный                | 2-я премия | Н. Баев (Ленконцерт), В. Кононович (Укрконцерт) |
| Танцевальный                | 3-я премия | Евгения, Алексей и Дмитрий Синицы (Киевская филармония), К. Узакова (Узбекская филармония) |
| Танцевальный                | Дипломанты | Д. Джаббарова и К. Муминов (Узбекская филармония), Л. Павинская (Ленконцерт), М. Абдуллаева (Москонцерт), Е. Фёдорова и Ю. Федотов (Ленконцерт), В. Сырчин и Г. Корниенко (Кировская филармония) |

### V (октябрь 1974)
Председатель жюри — Г. П. Ансимов
| Жанры                                  | Премии | Лауреаты |
| -------------------------------------- | ------ | --- |
| Вокальный                              | 1-я    | В. Е. Чемоданов (Москва), Р. И. Ибрагимов (Казань)                                                              |
| Вокальный                              | 2-я    | В. А. Кучинский, Надежда Якимова (Минск), Л. М. Борисюк-Видаш (Киев)                                            |
| Вокальный                              | 3-я    | Шаген Айрумян (Ереван), Б. Лехтлаан (Таллин), Сергей Мороз, А. Б. Пугачёва (Москва)                             |
| Вокально-инструментальные ансамбли     | 1-я    | «Ариэль» (Челябинск), «Поющие сердца» (Москва)                                                                  |
| Вокально-инструментальные ансамбли     | 2-я    | «Самоцветы» (Москва), «Аиси» (Тбилиси), Ансамбль п/р Р. Паулса и его солисты Н. Лапченок-Бумбиере и В. Лапченок |
| Вокально-инструментальные ансамбли     | 3-я    | «Мрия» (Киев), «Армина» (Ереван), «Верасы» (Минск), «Крымские чайки» (Симферополь)                              |
| Речевой                                | 1-я    | К. Б. Новикова (Киев), Г. В. Хазанов (Москва)                                                                   |
| Речевой                                | 2-я    | Людмила Кравчук (Москва)                                                                                        |
| Речевой                                | 3-я    | Надежда Руденко (Киев)                                                                                          |
| Конферанс                              | 1-я    | не присуждалась                                                                                                 |
| Конферанс                              | 2-я    | С. М. Дитятев (Москва), Татьяна Садофьева (Омск)                                                                |
| Конферанс                              | 3-я    | А. Ф. Попов (Киев)                                                                                              |
| Хореографический                       | 1-я    | не присуждалась                                                                                                 |
| Хореографический                       | 2-я    | Б. Ф. Ляпаев (Москва), Татьяна Головина (Ленинград)                                                             |
| Хореографический                       | 3-я    | Татьяна и Сергей Грицай, Валентин Прудников (Ленинград)                                                         |
| Эстрадно-цирковой и оригинальный жанры | 1-я    | Екатерина и Леонид Кратасюк (Ленинград), С. Т. Шукуров (Алма-Ата)                                               |
| Эстрадно-цирковой и оригинальный жанры | 2-я    | Б. М. Панфиленок (Ленинград), Юрий Поздняков и Михаил Руденко (Киев), Е. И. Троян и В. Ю. Троян (Москва)        |
| Эстрадно-цирковой и оригинальный жанры | 3-я    | Валентина Белобородова (Ленинград), Валентина Чернова (Москва)                                                  |
| Исполнители на народных инструментах   | 1-я    | Василий Нову (Кишинёв), Татьяна Ченцова, октет балалаек (Минск)                                                 |
| Исполнители на народных инструментах   | 2-я    | Шаукат Амиров и Сергей Зиновьев (Челябинск), Асмик Лейлоян (Ереван), Рамиз Кулиев (Баку)                        |
| Исполнители на народных инструментах   | 3-я    | Тамара Мурзина и Алла Гоценко (Киев), Алиса Шистко (Ворошиловград), ансамбль домбристов (Ленинград)             |

### VI (2.02-14.02.1979)
Прошёл в Ленинграде. Председатель жюри — А. И. Райкин
| Жанры                     | Премии | Лауреаты |
| ------------------------- | ------ | --- |
| Вокальный                 | 1-я    | А. Ассадулин (г. Ленинград), Л. Кандалова (г. Ташкент)                                                                |
| Вокальный                 | 2-я    | Л. Рюмина (г. Москва), З. Тоникян (г. Ереван), вокальный квартет «Трижды три» (г. Куйбышев)                           |
| Вокальный                 | 3-я    | С. Кульпа (г. Минск), Е. Суржикова (г. Москва), С. Джумагалиев (г. Алма-Ата), Н. Гнатюк (г. Киев)                     |
| Вокально-инструментальный | 1-я    | Ансамбль «Эолика» (г. Рига)                                                                                           |
| Вокально-инструментальный | 2-я    | Ансамбль «Чаровницы» (г. Минск) и Ансамбль «Аиси» (г. Тбилиси)                                                        |
| Вокально-инструментальный | 3-я    | Ансамбль «Чаровницы» (г. Минск) и Ансамбль «Аиси» (г. Тбилиси)                                                        |
| Эстрадно-Инструментальный | 1-я    | Ансамбль «Фирюза» (г. Ашхабад)                                                                                        |
| Эстрадно-Инструментальный | 2-я    | Секстет русских народных инструментов (г. Свердловск), трио «Наигрыш» (г. Москва), ансамбль «Родные напевы» (г. Киев) |
| Эстрадно-Инструментальный | 3-я    | Г. Векилов, тарист (г. Баку), ансамбль «Тоника» (г. Минск)                                                            |
| Хореографический          | 1-я    | Л. Сабитова (г. Москва)                                                                                               |
| Хореографический          | 2-я    | Л. Павшинская и А. Козыревский (г. Ленинград)                                                                         |
| Хореографический          | 3-я    | Т. Ариан (г. Ленинград), А Евтушенко (г. Москва)                                                                      |

### VII (17.03—2.04.1983)
Председатель жюри — Я. А. Френкель

### VIII (март 1987)
Председатель жюри — И. Г. Шароев